# Чеканец (Кюстендилская область)
Чеканец (болг. Чеканец) — село без постоянного населения в Болгарии. Находится в Кюстендилской области, входит в общину Невестино.

## Политическая ситуация
Кмет (мэр) общины Невестино — Димитр Иванов Стаменков (независимый) по результатам выборов в правление общины.